# غويموندور إنغولفسون
غويموندور إنغولفسون (28 أبريل 1929 – 13 أغسطس 1987) هو سبّاح آيسلندي راحل، مثّل بلاده في الألعاب الأولمبية الصيفية 1948.

## روابط خارجية
غويموندور إنغولفسون على موقع الاتحاد الدولي للسباحة (الإنجليزية)
- غويموندور إنغولفسون على موقع أوليمبيديا (الإنجليزية)